# Итё, Каори
Каори Итё (яп. 伊調 馨 Итё: Каори, род. 13 июня 1984 года, Хатинохе, Аомори) — японская спортсменка, борец вольного стиля, четырёхкратная олимпийская чемпионка 2004, 2008, 2012 и 2016 годов, 10-кратная чемпионка мира. С 2014 года выступала в весовой категории до 58 кг, большинство своих побед одержала в категории до 63 кг. Награждена премией Народного Почёта (2016).
Первая в истории борьбы спортсменка (как среди женщин, так и мужчин), которая выиграла 4 золотые олимпийские медали (в 2021 году достижение Итё повторил кубинский борец греко-римского стиля Михаин Лопес).
Первая в истории женщина, выигравшая золото в личных дисциплинах на 4 Олимпийских играх (в 2018 году нидерландская конькобежка Ирен Вюст повторила достижение Итё, а в 2022 году превзошла).
Проигрывала в 2007 году на чемпионате Азии в Бишкеке. Тогда Ите в четвертьфинале уступила Мин Вен Ху из Китайского Тайбэя и заняла итоговое 8-е место среди 9 участниц. В 2016 на турнире Гран-при Ивана Ярыгина в финале со счетом 10:0 проиграла Пурэвдорджийн Орхон.
Завершила карьеру в 2019 году.
Старшая сестра Каори Тихару Итё также занималась борьбой и является двукратным призёром Олимпийских игр 2004 и 2008 годов.